# Scratch Your Name
«Scratch Your Name» es el segundo sencillo del álbum What's the Time Mr. Wolf? de la banda americana de indie rock, The Noisettes. Fue lanzado el 12 de junio de 2006.

## Lista de canciones
1. «Scratch Your Name» 3:13
2. «Wind Blows Hot» 3:38
3. «Rifle Song» 3:56